# Bagley (Minnesota)
Bagley es una ciudad ubicada en el condado de Clearwater en el estado estadounidense de Minnesota. En el Censo de 2010 tenía una población de 1392 habitantes y una densidad poblacional de 267,52 personas por km².

## Geografía
Bagley se encuentra ubicada en las coordenadas 47°31′28″N 95°24′15″O / 47.52444, -95.40417. Según la Oficina del Censo de los Estados Unidos, Bagley tiene una superficie total de 5.2 km², de la cual 5.05 km² corresponden a tierra firme y (2.94%) 0.15 km² es agua.

## Demografía
Según el censo de 2010, había 1392 personas residiendo en Bagley. La densidad de población era de 267,52 hab./km². De los 1392 habitantes, Bagley estaba compuesto por el 84.05% blancos, el 0.57% eran afroamericanos, el 11.21% eran amerindios, el 0.36% eran asiáticos, el 0% eran isleños del Pacífico, el 0.14% eran de otras razas y el 3.66% pertenecían a dos o más razas. Del total de la población el 2.44% eran hispanos o latinos de cualquier raza.